# Amyris sylvatica
Amyris sylvatica är en vinruteväxtart som beskrevs av Nikolaus Joseph von Jacquin. Amyris sylvatica ingår i släktet Amyris och familjen vinruteväxter. Inga underarter finns listade i Catalogue of Life.